# Krzętów (gromada)
Krzętów – dawna gromada, czyli najmniejsza jednostka podziału terytorialnego Polskiej Rzeczypospolitej Ludowej w latach 1954–1972.
Gromady, z gromadzkimi radami narodowymi (GRN) jako organami władzy najniższego stopnia na wsi, funkcjonowały od reformy reorganizującej administrację wiejską przeprowadzonej jesienią 1954 do momentu ich zniesienia z dniem 1 stycznia 1973, tym samym wypierając organizację gminną w latach 1954–1972.
Gromadę Krzętów siedzibą GRN w Krzętowie utworzono – jako jedną z 8759 gromad na obszarze Polski – w powiecie radomszczańskim w woj. łódzkim, na mocy uchwały nr 36/54 WRN w Łodzi z dnia 4 października 1954. W skład jednostki weszły obszary dotychczasowych gromad Krzętów, Rogi i Wola Życińska (z wyłączeniem przysiółka Błonie) ze zniesionej gminy Maluszyn oraz obszar dotychczasowej gromady Rudka (z wyłączeniem miejscowości Borowiec) ze zniesionej gminy Wielgomłyny w tymże powiecie. Dla gromady ustalono 19 członków gromadzkiej rady narodowej.
1 stycznia 1959 z gromady Krzętów wyłączono wieś Wola Życińska, wieś Błonie, kolonię Błonie i osadę młyńską Błonie włączając je do gromady Maluszyn w tymże powiecie.
Gromadę zniesiono 31 grudnia 1959, a jej obszar włączono do gromady Wielgomłyny.